# Alfa Romeo GTV
De Alfa Romeo GTV en Alfa Romeo Spider zijn twee modellen van het Italiaanse automerk Alfa Romeo. De Spider werd in 1995 de opvolger van de tot 1992 geproduceerde Spider Type 4. De GTV moest de tot 1986 geproduceerde Alfetta GTV opvolgen.

## Achtergrond
De reden waarom de Alfetta GTV zo lang moest wachten op zijn opvolger moet waarschijnlijk bij FIAT gezocht worden, die in 1986 eigenaar werd van Alfa Romeo. Er moesten grote aantallen afgezet worden en dat lukt niet met sportwagens. Voor het imago van een sportief merk is een echte sportwagen echter noodzakelijk, temeer omdat ook andere merken weer meer sportwagens uitbrachten.
De wagens zijn gebaseerd op de Alfa Romeo 155 en worden aangedreven via de voorwielen. Het ontwerp kwam van het eigen Centro Stile in samenwerking met Pininfarina. Dat begon bij de dubbele koplampen en aan de zijkant viel de sterk omhoog lopende lijn op. De achterkant van de Spider was iets lager dan die van de GTV. Voor het interieur werd de retro stijl gebruikt, waarbij het dashboard met ronde klokken moesten herinneren aan de oude Alfa Romeo's. De Spider was een echte tweezitter en de GTV had nog een achterbankje, maar kon op verzoek wel als echte tweezitter geleverd worden.

## Uitvoeringen
De 2.0 Twin Spark 16 kleppen motor uit de Alfa 155 was in beide wagens leverbaar en de GTV kreeg een 2.0 V6 Turbo met 205 pk. De Spider een 3.0 V6 met twaalf kleppen van 192 pk. Twee jaar na de introductie werd er een drieliter V6 24V met 220 pk toegevoegd bij de GTV. De topsnelheid bedroeg 250 km/u en daarmee was het de snelste in serie gebouwde Alfa Romeo ooit. De acceleratie van nul tot honderd duurde slechts 6,7 seconden.
In 1998 kregen beide auto's een eerste facelift. Op motorisch vlak werd een 1.8 Twin Spark met 144 pk toegevoegd. Eind 2000 verdween deze 1.8 weer uit het gamma en kreeg de Spider dezelfde V6 24V uit de GTV. Qua interieur waren er ook kleine aanpassingen terug te vinden. Het middenconsole kreeg met een aluminium-look een modernere uitstraling, ronde ventilatie opening. Ook climate control werd voor de GTV geïntroduceerd.

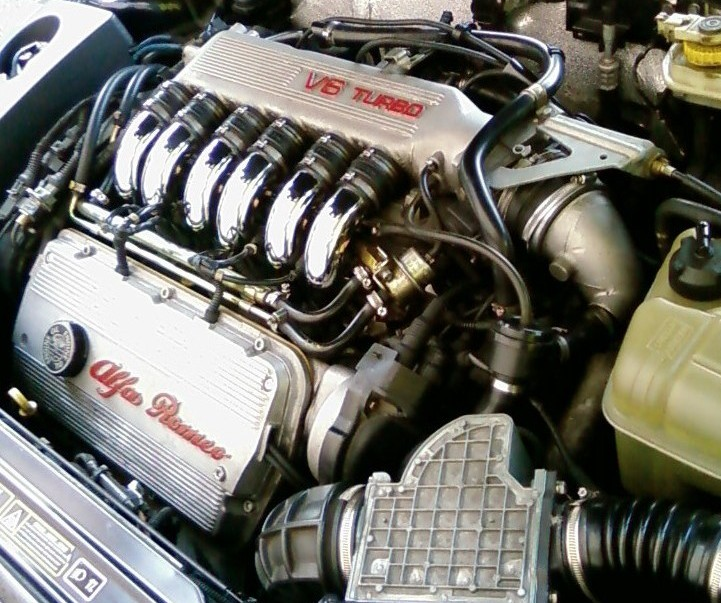
De 2.0 V6 Turbo

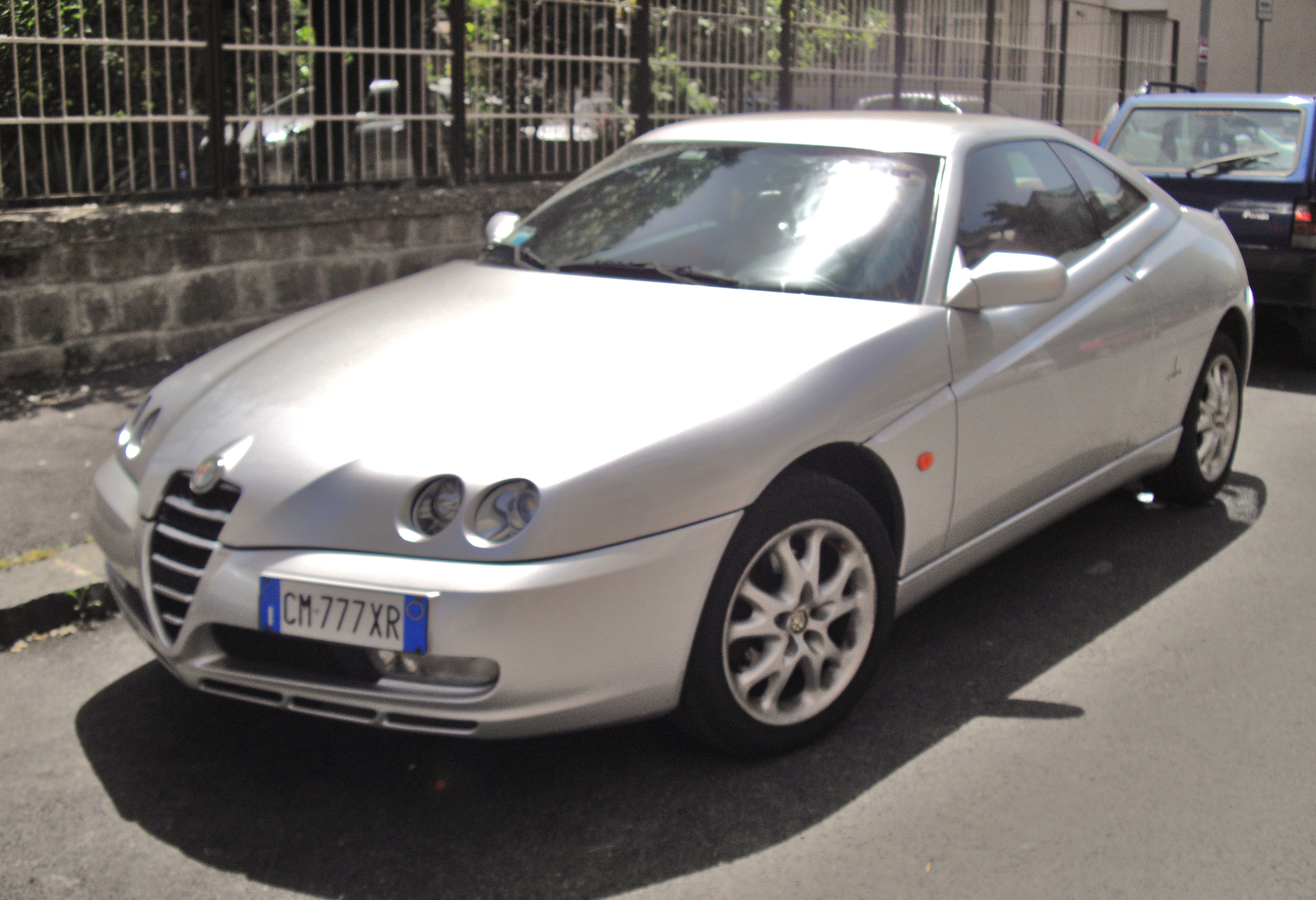
De GTV na de 2e facelift

In 2003 volgde de tweede facelift, om de GTV en de Spider weer in het huidige gamma van Alfa Romeo te laten passen. De neus werd opnieuw ontworpen en als basis werd de 147 gebruikt. Ook kregen de wagens twee nieuwe motoren: de 2.0 JTS van 165 pk met directe inspuiting en de 3.2 V6 van 240 pk. Met deze V6 haalde de Spider een topsnelheid van 242 km/u en de GTV 255 km/h. Begin 2005 werd de productie stopgezet en in 2006 volgde de Brera beide modellen op.